# Hammerschmiede Schwabsoien

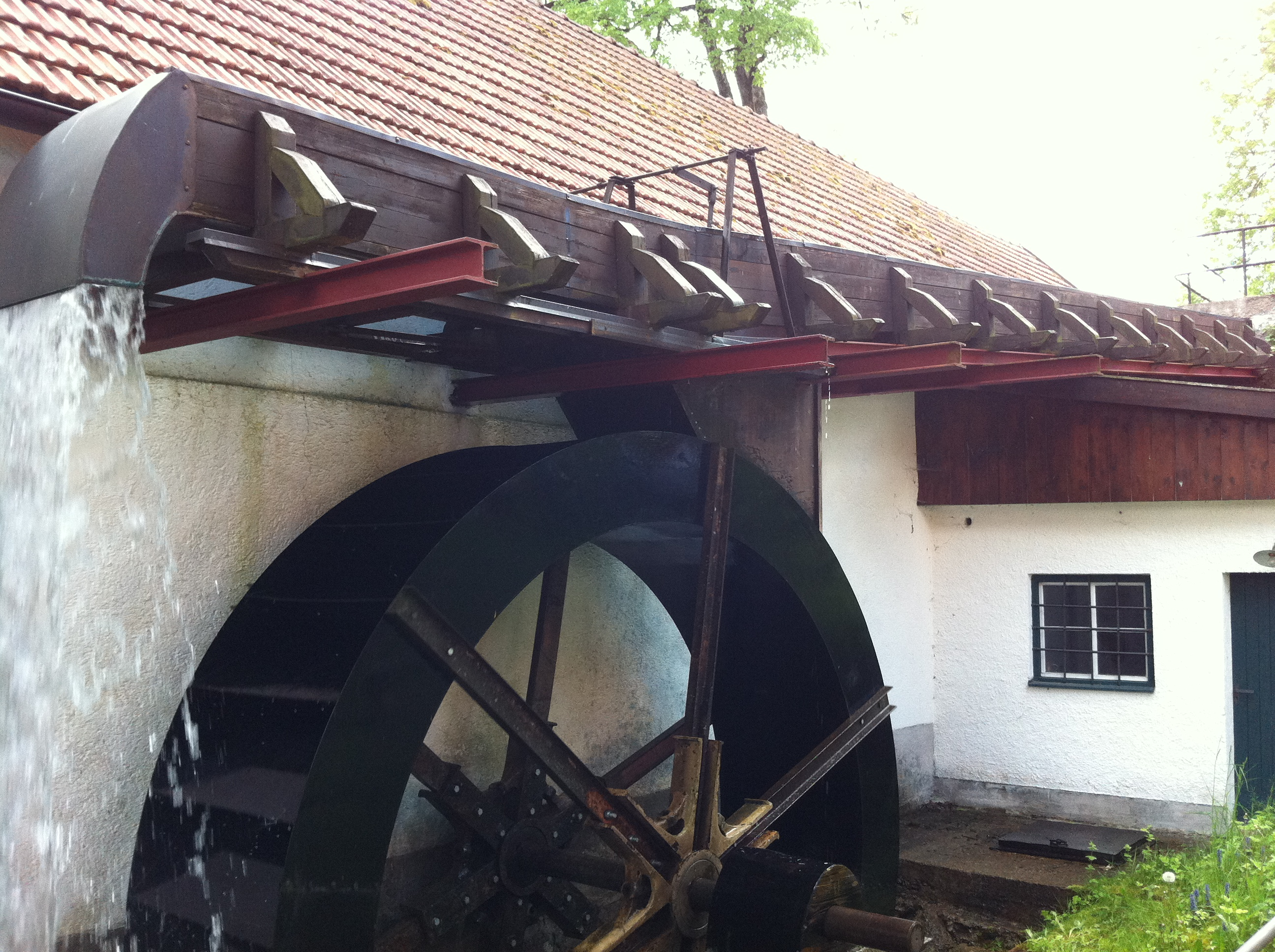
Wasserrad der Hammerschmiede Schwabsoien

Die Hammerschmiede in Schwabsoien im oberbayerischen Landkreis Weilheim-Schongau wurde 1415 erstmals erwähnt und gehörte ursprünglich dem Kloster St. Mang in Füssen. Für damalige Verhältnisse handelte es sich um einen großen Betrieb, in dem Eisen verhüttet und verarbeitet wurde.
Nachdem die Hammerschmiede nicht mehr genutzt wurde, begann durch Privatleute im Jahr 1986 die Restaurierung und zwei Jahre später konnte das Hammerschmiedemuseum Schwabsoien eröffnet werden. Dabei konnte das Hammerwerk, bestehend aus drei Schwanzhämmern, originalgetreu wieder aufgebaut werden. Die Schwanzhämmer werden über eine große Welle vom rückschlächtigen Wasserrad angetrieben. Das Wasserrad liegt an einem kleinen Tuffsteinzufluss der Schönach, die unweit der Hammerschmiede ihr Quellgebiet hat. Neben den Schwanzhämmern ist ein altes Schleifwerk ebenso funktionstüchtig wie ein Federhammer oder eine Drehbank. Des Weiteren werden im heutigen Hammerschmiedemuseum historische Werkzeuge und eine Dokumentation der Geschichte der Hammerschmiede ausgestellt.
Geöffnet hat das Museum, das dem Museenverbund Auerbergland angehört, von Mai bis September jeden 1. und 3. Sonntag im Monat sowie am Pfingstmontag (Mühlentag in Schwabsoien) und nach telefonischer Vereinbarung.